# Дина (единица измерения)
Ди́на (от греч. δύναμις — сила, русское обозначение: дин, международное обозначение: dyn) — единица силы в системе единиц СГС. Одна дина численно равна силе, которая сообщает телу массой в 1 грамм ускорение в 1 см/с². 1 дин = 1 г·см/с2 = 10-5 H = 1,0197·10-6 кгс.

## Кратные и дольные единицы
| Кратные                                                                                                | Кратные    | Кратные     | Кратные     | Дольные   | Дольные    | Дольные     | Дольные     |
| величина                                                                                               | название   | обозначение | обозначение | величина  | название   | обозначение | обозначение |
| --- | ---------- | ----------- | ----------- | --------- | ---------- | ----------- | ----------- |
| 101 дин                                                                                                | декадина   | дадин       | dadyn       | 10−1 дин  | децидина   | ддин        | ddyn        |
| 102 дин                                                                                                | гектодина  | гдин        | hdyn        | 10−2 дин  | сантидина  | сдин        | cdyn        |
| 103 дин                                                                                                | килодина   | кдин        | kdyn        | 10−3 дин  | миллидина  | мдин        | mdyn        |
| 106 дин                                                                                                | мегадина   | Мдин        | Mdyn        | 10−6 дин  | микродина  | мкдин       | µdyn        |
| 109 дин                                                                                                | гигадина   | Гдин        | Gdyn        | 10−9 дин  | нанодина   | ндин        | ndyn        |
| 1012 дин                                                                                               | терадина   | Тдин        | Tdyn        | 10−12 дин | пикодина   | пдин        | pdyn        |
| 1015 дин                                                                                               | петадина   | Пдин        | Pdyn        | 10−15 дин | фемтодина  | фдин        | fdyn        |
| 1018 дин                                                                                               | эксадина   | Эдин        | Edyn        | 10−18 дин | аттодина   | адин        | adyn        |
| 1021 дин                                                                                               | зеттадина  | Здин        | Zdyn        | 10−21 дин | зептодина  | здин        | zdyn        |
| 1024 дин                                                                                               | йоттадина  | Идин        | Ydyn        | 10−24 дин | иоктодина  | идин        | ydyn        |
| 1027 дин                                                                                               | роннадина  | Рндин       | Rdyn        | 10−27 дин | ронтодина  | рндин       | rdyn        |
| 1030 дин                                                                                               | кветтадина | Квдин       | Qdyn        | 10−30 дин | квектодина | квдин       | qdyn        |
| рекомендовано к применению применять не рекомендуется не применяются или редко применяются на практике |            |             |             |           |            |             |             |